# 德国超级名模生死鬥第二季
德国超級名模生死鬥第二季(Germany's Next Top Model )於2007年3月1日首播。十五位候选超模争取一个冠军名额。苏菲亚和雅利娜因学业关系而放弃了角逐超模的机会。丹尼斯和托妮雅便代替了她们的位置。

## 参赛者
按淘汰次序排列.
| Janine Mackenroth                          | 珍妮              |
| Enyerlina Sanchez                          | 艾妮兒琳娜        |
| Antje                                      | 安特亞            |
| Janina-Katharina Küpper                    | 珍妮娜 凱瑟琳娜   |
| Alla Kosovan                               | 艾拉              |
| Denise Dahinten                            | 丹妮絲            |
| Aneta Tober                                | 安妮塔            |
| Tonia Michaely                             | 堂妮雅            |
| Michaela Saskia “Milla” Gräfin von Krockow | 米契拉“蜜拉”      |
| Anja Platzer                               | 安雅              |
| Mandy Graff                                | 曼蒂              |
| Fiona Erdmann                              | 菲奧娜            |
| Hana Nitsche                               | 漢娜              |
| Anne-Kathrin “Anni” Wendler                | 安妮凱瑟琳 “安妮” |
| Barbara Meier                              | 芭芭拉            |

## 每集内容

### 第一集：15位幸运的女孩
首播日期：2007年3月1日
超过了十六千份的报名表格，评判从中选出了一百位女孩进入初赛并进行面试。她们只有两分钟来介绍自己和展示自己的潜质。过后，再从一百位中挑选出二十五位进入半决赛。她们的第一个考验来了--在德国最大的足球场西格納伊度納公園进行走秀。她们必须才七万名球迷面前展示自己的魅力和走秀功力。第二天，十位女孩淘汰了，剩下十五位女孩可以角逐超模荣衔。

### 第二集：第一张照片
首播日期：2007年3月8日
十五位女孩抵达了瑞士著名的雪山-聖莫里茲拍摄了一张雪山照。过后，苏菲亚和雅利娜因学业关系而放弃了角逐超模的机会，回到校园。她们也迎接了第一次的小挑战，亚娜塔胜出了该小挑战。之后，她们开始拍摄了第一张重要的照片。她们必须在强大的风扇和帅气跑车前和海迪的监督下拍照。之前被淘汰的丹尼斯和托妮雅也代替了苏菲亚和雅利娜的位置。海迪还称赞了丹尼斯，指她从未看过那么多有创意的姿势。评审期间，珍妮成为了第一个回家的女孩。
- 被淘汰： 芷寧
- 退出： 蘇菲，艾蓮娜
- 加入比赛： 丹妮絲，唐娜

### 第三集：搬进大房子
首播日期：2007年3月15日
在第三集里，十四位女孩为施华洛世奇水晶而拍摄光头照片。评审期间，安雅莉娜和亚洁因为表现没有其他女孩好而离开了超模之路。
- 被淘汰： 安雅蓮，亞紫

### 第四集：新形象
首播日期：2007年3月22日
女孩们有了一个全新的形象。她们还拍摄了和全美超級模特兒新秀大賽第六季一样的主题──童话故事。雅妮娜因为没有用实力征服评判而被淘汰。菲欧娜激怒了韩纳：在一个模拟的面试中，菲欧娜在面试官面前戏弄了韩纳。最后菲欧娜在培门面前向韩纳道歉。
- 被淘汰： 艾蓮娜

### 第五集：感受寒冷
首播日期：2007年3月29日
十一位女孩在一个大礼堂穿上AMD学校的设计师Susanne Marx走秀。艾拉和安雅并没有参加走秀。在超过两千人的目光下，设计师Johnny Talbot和Adrian Runhof将会挑选出三位女孩到法国巴黎走秀。韩纳，菲欧娜和米拉就是那三位幸运的女孩。
她们这次的考验是和男模拍摄四季并学习广告和报刊姿势的不同点。除了托妮雅，曼蒂，丹尼斯和帕巴拉可以和男模到酒吧消遣，其余的模特儿必须在打扫大屋子。
女孩们必须在寒冷的冷藏室内穿上少布料的服装拍摄这个星期的照片。道具也只有一个冰椅子和冰马雕像。
评审期间，女孩们必须穿上消防员的服装并摆出前几天所学到的广告姿势和报刊姿势。
评审们认为艾拉没有表现出应有的实力而遭淘汰。
- 模特兒工作胜出： 美拉，漢娜，菲奧娜
- 小挑战胜出： 丹妮絲，唐娜，雯迪，芭芭拉
- 摄影师： Matt Mc Cabe，Oliver S.
- 特别来宾： Johnny Talbot，Adrian Runhof，Susanne Marx，Frank Wilde
- 包尾二人： 丹妮絲，艾拉
- 淘汰： 艾拉

### 第六集:亲青蛙的女孩
首播日期：2007年4月5日
这个星期里，女孩们拍摄了电视广告。她们穿上公主装，并必须和蟾蜍接吻。当青蛙不肯变成王子时，公主们非常生气，并坚持要青蛙变成王子。广告不能途中停止，一旦停止，必须从新再来。也因为这样，真青蛙也被换成假青蛙。丹妮斯在广告中表现的非常笨拙，导演必须给与她很多的指导。丹妮斯在节目最后被淘汰了。
在这集里，赢家安妮的奖品就是可以选择她的好友──曼蒂，米拉和亚娜塔一起拍摄金·范克的音乐录影带。
- 模特儿工作胜出： 漢娜
- 小挑战胜出： 雁妮
- 摄影师： Andreas Kayales
- 特别来宾： Kim Frank, Ursula Michelis
- 淘汰： 丹妮絲

## 每集名次
| Order | Episodes | Episodes | Episodes | Episodes | Episodes | Episodes | Episodes | Episodes | Episodes | Episodes | Episodes | Episodes | Episodes |  |
| Order | 1        | 2        | 3        | 4        | 5        | 6        | 7        | 8        | 9        | 10       | 11       | 13       | 13       |  |
| ----- | -------- | -------- | -------- | -------- | -------- | -------- | -------- | -------- | -------- | -------- | -------- | -------- | -------- |  |
| 1     | 漢娜     | 菲奧娜   | 漢娜     | 菲奧娜   | 唐娜     | 芭芭拉   | 安妮達   | 雁妮     | 雁妮     | 芭芭拉   | 漢娜     | 雁妮     | 芭芭拉   |  |
| 2     | 美拉     | 艾拉     | 雯迪     | 美拉     | 雁妮     | 丹妮絲   | 菲奧娜   | 菲奧娜   | 芭芭拉   | 漢娜     | 芭芭拉   | 芭芭拉   | 雁妮     |  |
| 3     | 艾蓮娜   | 安雅蓮   | 美拉     | 芭芭拉   | 晏雅     | 美拉     | 雯迪     | 雯迪     | 菲奧娜   | 菲奧娜   | 雯迪     | 漢娜     |          |  |
| 4     | 菲奧娜   | 唐娜     | 晏雅     | 漢娜     | 芭芭拉   | 漢娜     | 芭芭拉   | 晏雅     | 漢娜     | 雁妮     | 雁妮     |          |          |  |
| 5     | 艾拉     | 珍蓮娜   | 亞紫     | 唐娜     | 美拉     | 菲奧娜   | 唐娜     | 漢娜     | 雯迪     | 雯迪     | 菲奧娜1  |          |          |  |
| 6     | 芷寧     | 雯迪     | 唐娜     | 晏雅     | 漢娜     | 雯迪     | 漢娜     | 芭芭拉   | 晏雅     |          |          |          |          |  |
| 7     | 珍蓮娜   | 芭芭拉   | 丹妮絲   | 雯迪     | 安妮達   | 晏雅     | 晏雅     | 美拉     |          |          |          |          |          |  |
| 8     | 雯迪     | 亞紫     | 雁妮     | 丹妮絲   | 雯迪     | 雁妮     | 雁妮     |          |          |          |          |          |          |  |
| 9     | 安妮達   | 安妮達   | 芭芭拉   | 安妮達   | 菲奧娜   | 唐娜     | 美拉     |          |          |          |          |          |          |  |
| 10    | 晏雅     | 漢娜     | 珍蓮娜   | 艾拉2    | 丹妮絲   | 安妮達   |          |          |          |          |          |          |          |  |
| 11    | 安雅蓮   | 雁妮     | 安妮達   | 雁妮     | 艾拉     |          |          |          |          |          |          |          |          |  |
| 12    | 芭芭拉   | 丹妮絲   | 安雅蓮   | 珍蓮娜   |          |          |          |          |          |          |          |          |          |  |
| 13    | 雁妮     | 晏雅     | 艾拉     |          |          |          |          |          |          |          |          |          |          |  |
| 14    | 亞紫     | 美拉     | 菲奧娜   |          |          |          |          |          |          |          |          |          |          |  |
| 15    | 蘇菲     | 芷寧     |          |          |          |          |          |          |          |          |          |          |          |  |

1. 此淘汰在下一週才播出

1. 晏雅勝出小挑戰, 但艾拉勝出另一小挑戰而可取走晏雅的獎品.

  此參賽者勝出了賽事
  此參賽者被淘汰
  此參賽者勝出該週小挑戰
  此參賽者勝出該週小挑戰,並在同週評審中被淘汰
  此參賽者退出比賽
  此參賽者加入填補退出者的空缺